# Movement (album de Gossip)
Pour les articles homonymes, voir Movement.
Albums de Gossip
That's Not What I Heard
(2001) Standing in the Way of Control
(2006)
Movement est le second album du groupe américain Gossip, sorti sous leur ancien nom « The Gossip » et paru le 6 mai 2003.

## Titres
1. Nite – 2:26
2. Jason's Basement – 2:00
3. No, No, No – 1:57
4. Don't (Make Waves) – 2:34
5. All My Days – 2:41
6. Yesterday's News – 4:10
7. Fire/Sign – 2:33
8. Confess – 2:18
9. Lesson Learned – 1:27
10. Dangerrr – 2:16
11. Light Light Sleep – 6:17